# Pourtalesiidae
De Pourtalesiidae zijn een familie van zee-egels (Echinoidea) uit de orde Holasteroida.

## Geslachten
- Ceratophysa Pomel, 1883
- Cystocrepis Mortensen, 1907
- Echinocrepis A. Agassiz, 1879
- Echinosigra Mortensen, 1907
- Galeaster Seunes, 1889 †
- Helgocystis Mortensen, 1907
- Pourtalesia A. Agassiz, 1869
- Rictocystis Mironov, 1996
- Solenocystis Mironov, 2008
- Spatagocystis A. Agassiz, 1879